# Руэрг
Графство Руэрг (фр. Comté de Rouergue) — феодальное владение на юге Франции со столицей в городе Родез.

## История
После падения Западной Римской Империи Руэрг часто менял хозяина: он последовательно принадлежал вестготам, франкам, королям Австразии, с 583 года — герцогам Аквитании, а в VIII веке Пипин Короткий вновь подчинил эти земли. Карл Великий включил его земли в 778 году в королевство Аквитанию и назначил графов, превратившихся вскоре из временных правителей в наследственных сеньоров графства.

## Графство Руэрг
В 837 году император Людовик I Благочестивый назначил Фулькоальда, родоначальника дома Раймундидов, своим наместником в Руэрге и Ниме. В 849 году Карл Лысый не только утвердил Раймунда I, сына Фулькоада, графом Руэрга, но добавил в 855 году графство Тулуза, которое он отделил от герцогства Аквитании. До начала X века оно принадлежало графам Тулузы. Так продолжалось, пока один из родственников графа Тулузы — Эрменгол (предположительно сын Эда) — не стал графом Руэрга. Он был родоначальником ветви династии Раймундидов — дома де Руэрг. Эрменголу наследовал его сын Раймунд II, который также титуловался маркизом Готии и герцогом Аквитании. После смерти Раймунда II в 961 году графство перешло к его сыну Раймунду III.
После смерти Гуго, сына Раймунда III, в 1053 году, его дочери Берте пришлось бороться за наследство с Гильомом IV, графом Тулузы, и его братом Раймундом IV де Сен-Жиль. В ходе конфликта Берта умерла в 1065 году, но оба брата продолжили борьбу уже друг с другом. После пятнадцати лет борьбы они договорились о том, что Гильом будет графом Тулузы, а Раймунд правителем Руэрга. Через несколько лет Раймунд наследовал брату в графстве Тулуза, а Руэрг стал достоянием его сыновей. В 1105 году Раймунд погиб в Палестине, оставив двух сыновей, — Бертрана, ставшего графом Триполи, и Альфонса в возрасте двух лет.
Воспользовавшись их малолетством, претензии на наследство предъявили Раймонд-Беренгар III, граф Барселоны, и Гильом IX, герцог Аквитании. Воспользовавшись малолетством Альфонса, они захватили его владения. Не имея сил для борьбы, Альфонс ушел в Прованс и снова отвоевал владения только в 1120 году. Вплоть до XIII века графство было собственностью графов Тулузы. После Альбигойских войн Жанна, единственная наследница этого дома и жена Альфонса, графа Пуатье, умерла без потомства, а Руэрг перешел французской короне в 1271 году.

## Виконтство Руэрг
В IX веке упоминалось несколько виконтов Руэрга, однако их титул достоверно не установлен. О их первоначальном происхождении ничего не известно. Некоторые виконты находятся вне генеалогического дерева. В январе 934 года был упомянут виконт Райно. Также виконтом неизвестного происхождения является Эмен, упоминаемый в 960 году. Неизвестно, приходились ли они родственниками основным виконтам Руэрга. В то же время упоминается Бернар I. Он стал родоначальником виконтов Мийо и  Жеводана. Его сын Бернар II имел двух сыновей: Беренгера I, виконта Мийо и Бернара III, виконта Жеводана, однако о дальнейшей судьбе самого виконтства ничего не известно.

## Список графов Руэрга
- ок. 815 — ок. 840: Фулькоальд, граф Руэрга и Нима
- ок. 840 — 849 : Фределон, граф Руэрга ок. 840—849, граф Тулузы с 849 года
- 849 — 860: Раймунд I, граф Руэрга в 849—860, граф Тулузы в 852—865, граф Лиможа 841—862, граф Керси 849—863, граф Альби в 852—863
- 860 — 870: Бернард I, граф Руэрга в 860—870, граф Тулузы в 865—872, маркиз Готии 865—872, граф Альби 872—877
- 870 — 918: Эд, граф Руэрга в 870—898, граф Тулузы в 886—918, граф Керси 886—898, маркиз Готии в 918
- 898 — 906: Раймунд II, граф Тулузы в 906 — ок. 923, граф Руэрга в 898—906, граф Керси в 898—906, граф Альби в 918 — ок. 923, граф Нима в 918 — ок. 923, маркиз Готии в 918 — ок. 923
- 906 — ок. 935: Эрменгол (ум. ок. 935), граф Руэрга и Керси с 906, граф Альби и Нима с 923
- ок. 935 — 961: Раймунд II, граф Руэрга в 935—961, граф Керси в ок. 935—961, маркиз Готии в ок. 935—961, герцог Аквитании и граф Оверни в ок. 935—955.
- 961 — ок. 1010: Раймунд III, граф Руэрга 961 — ок. 1008, граф Керси 974 — ок. 1008, маркиз Готии 975 — ок. 1008
- 1010 — 1053: Гуго, граф Руэрга, граф Керси, маркиз Готии в 1010—1053
- 1053 — 1063/1066: Берта, графиня Руэрга, графиня Керси, маркиза Готии в 1053—1066; супруг — Роберт, виконт Оверни в 1059—1096.

Перешло к графству Тулуза.

## Список виконтов Руэрга
- ? — после 934: Райно (ум. после января 934), виконт Руэрга
- после 934 — 920/932: Бернар I (ок. 870 — 920/932), виконт Руэрга
- 920/932 — ок. 936: Бернар II (ок. 895 — ок. 936), виконт Руэрга, сын предыдущего
- ? — после 960: Эменс (ум. после 26 февраля 960), виконт Руэрга